# Cocculus balfourii
Cocculus balfourii là một loài thực vật có hoa trong họ Biển bức cát. Loài này được Schweinf. ex Balf.f. mô tả khoa học đầu tiên năm 1882.